# Jaszmah-Adad
Jaszmah-Adad az ókori mezopotámiai Mári uralkodója, tulajdonképpen helytartója volt (középső kronológia: kb. i. e. 1796 – 1780) apja, I. Samsi-Adad, az amurrú származású asszír király, a rövid életű Óasszír Birodalom alapítója idején. Uralmának idejét „asszír interregnumnak” is szokták nevezni.

## Uralkodása
Amikor Samsi-Adad megszerezte Márit a rivális Jahdun-Lim utódaitól, bosszúból kiirtva családjukat – csak Zimrí-Limnek, a későbbi mári királynak sikerült Jamhadba menekülnie – kisebbik fiát, Jaszmah-Adadot helyezte Máriba helytartónak. Nagyobbik fia, I. Ismé-Dagan Ékallatum helytartója lett.
Rátermett, határozott bátyjával és nagy államférfi apjával ellentétben Jaszmah-Adad sok gondot okozott a dinasztiának örömöket kergető, léha életmódjával. Nagyon szerette a bort – ebben az időben a legjobb borok Karkemis környékén teremtek – és elhanyagolta az államügyeket. Ezért apja és bátyja is sokat korholta leveleiben. Apja pl. kérdezte tőle, gyerek-e még, van-e már szőr az állán, mire ő sértődötten emlékeztette apját, hogy ő nevezte ki őt, és most néhány hivatalnok ármánykodása miatt esik ki apja szívéből.
Apjának a diplomatikus magatartásra is figyelmeztetnie kellett fiát, akit Katna királyának – Ishi-Adadnak – lányával házasított össze. Samsi-Adad maga is Katnából házasodott korábban. Jaszmah-Adadnak azonban valószínűleg nem tetszett az ara, mert apja figyelmeztette, hogy a feleségnek a palotában szokás szállást adni, nem a pusztában. Az ügy valószínűleg megoldódott, mert nincs róla későbbi híradás.
Jaszmah-Adad uralma alá tartoztak a város környékén lakó nomádok is, akik adóztatása és „katonai sorozása” érdekében fölöttük szemlét (tebibtum), mintegy népszámlálást is kellett tartani időről időre. Ennek mikéntjéről is Samsi-Adad tanítgatta fiát. Ha az adóelkerülés fontos volt, akkor azt írta neki, hogy „a szemlének szigorúnak kell lennie”. Előfordult azonban, hogy politikai megfontolásokból éppen ellenkezőleg, a szemle elhagyására intette a jaminiak kapcsán, akik „nem a szemle miatt jöttek”, és ha Jaszmah-Adad számba venné őket, akkor azzal hangsúlyozná alávetettségüket. Ez esetben a rabbaiak, fivéreik, akik Jamhad térségében élnek, nem engednék őket oda vissza. Samsi-Adad, maga is nomád származású lévén, feltehetően jó érzékkel tudott bánni a nomádokkal.
Annak ellenére, hogy bátyja, Ismé-Dagan is sokat korholta öccsét, és apja is mindig vele példálózott, a két testvér viszonya nem romlott meg. Amikor Samsi-Adad meghalt, a jamhadi I. Jarimlím támogatásával Zimrí-Lim ostromolni kezdte Márit, és Ismé-Dagan segítséget ígért. De neki is gondjai voltak Esnunna támadása miatt, ezért végül is Zimrí-Lim a hanaiak segítségével elfoglalta Márit. Jaszmah-Adad további sorsát nem ismerjük.